# NGC 1787
NGC 1787 је расејано звездано јато у сазвежђу Златна риба које се налази на NGC листи објеката дубоког неба.
Деклинација објекта је - 65° 47' 42" а ректасцензија 5h 0m 2,0s. Привидна величина (магнитуда) објекта NGC 1787 износи 10,9. NGC 1787 је још познат и под ознакама ESO 85-SC31.